# Distrito electoral de Platford-Springfield II
Platford-Springfield II (en inglés: Platford-Springfield II Precinct) es un distrito electoral ubicado en el condado de Sarpy en el estado estadounidense de Nebraska. En el Censo de 2010 tenía una población de 857 habitantes y una densidad poblacional de 9,68 personas por km².

## Geografía
Platford-Springfield II se encuentra ubicado en las coordenadas 41°2′16″N 96°12′24″O / 41.03778, -96.20667. Según la Oficina del Censo de los Estados Unidos, Platford-Springfield II tiene una superficie total de 88.53 km², de la cual 86.08 km² corresponden a tierra firme y (2.76%) 2.45 km² es agua.

## Demografía
Según el censo de 2010, había 857 personas residiendo en Platford-Springfield II. La densidad de población era de 9,68 hab./km². De los 857 habitantes, Platford-Springfield II estaba compuesto por el 98.02% blancos, el 0.7% eran afroamericanos, el 0% eran amerindios, el 0% eran asiáticos, el 0% eran isleños del Pacífico, el 0.12% eran de otras razas y el 1.17% pertenecían a dos o más razas. Del total de la población el 0.23% eran hispanos o latinos de cualquier raza.